# Wedde (loon)

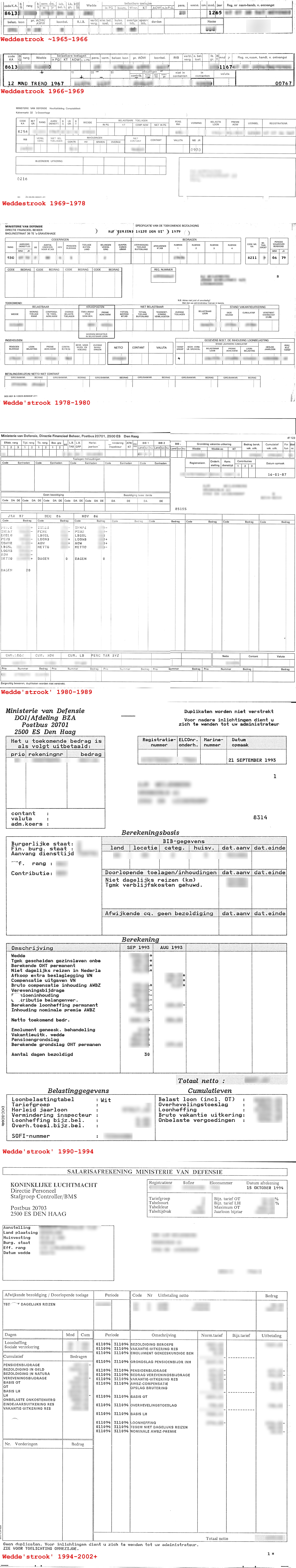
Overzicht van door Minister van Defensie gebruikte weddestroken van ~1965 tot ~2000

Wedde of soldij is het salaris of loon van de vrijwillig dienende militair of beroepsmilitair en de dienstplichtige militair gedurende de diensttijd.
In België wordt het woord wedde ook gebruikt voor het loon van leraren en ambtenaren.
De soldij was en is nog altijd een soldatenloon. Er bestaat een misverstand dat het woord – net als salaris – zou zijn afgeleid van het Latijnse woord voor 'zout' (sal), omdat de Romeinen hun legionairs soms uitbetaalden met het toen waardevolle zout. Soldij is echter afgeleid van de solidus (het Latijnse woord voor solide), dat een Romeinse gouden munt was. 
Vroeger moesten keizers, koningen en krijgsheren altijd hun soldaten kunnen betalen na bewezen diensten. Zo niet dan werd er gemuit en "betaalden" de soldaten zichzelf, door in het gebied waar ze waren te plunderen. De boeren en burgers waren dan de dupe. Meestal werden de lonen na een veldslag uitbetaald (ook omdat de krijgsheer dan minder manschappen hoefde uit te betalen). Meestal waren de soldijen niet zo hoog, zodat de soldaten zich toch nog verrijkten met plundering en diefstal van goederen in het vijandelijk gebied. Johannes de Doper keurde dit reeds af, in Lukas 3:14. Soms werd hierbij gemoord, zoals bij de Spaanse Furie op 4 november 1576 in Antwerpen. Vroeger waren de overwinnaars vrijgevochten en dachten dat ze zich alles konden permitteren. Meestal ging het er gedisciplineerd aan toe, maar soms konden de krijgsheren hun soldaten niet in de hand houden en lieten zij alles toe, omdat ze vreesden dat de soldaten zich anders tegen hen zouden keren.

## Geschiedenis van de wedde voor dienstplichtigen in Nederland
De wedde voor dienstplichtigen is in Nederland ingevoerd per 1 januari 1967 ter vervanging van de soldij (deze bedroeg per dag: 1 gulden voor de ongeoefende soldaat, fl 1,25 voor de geoefende soldaat, fl 1,50 voor de korporaal, en fl 1,75 voor de sergeant-titulair). De eerste wedde bedroeg 200 gulden per maand. Dit was het bedrag van de bijstandsuitkering van een 20-jarige die zelfstandig woonde. Van deze 200 gulden werd een bedrag ingehouden voor huisvesting en voeding (IHV). Vanaf 1986 verviel na langdurig protest de inhouding voor de voeding.
Bij de invoering van de wedde ter vervanging van de soldij werd daar door prins bernhard tegen geprotesteerd: " de jongens zouden er toch alleen maar gevulde koeken van kopen".Hij ging er ten onrechte aan voorbij dat 3/4 van de jongeren niet in militaire dienst hoefde en door kon gaan met eigen carriere en geld verdienen, en dat de 1/4 die wel in militaire dienst ging evenzo gewoon recht behoort te hebben op een adequate beloning in geld voor hun inzet. Ingaande 1967 werd een zij het bescheiden wedde ingevoerd ter vervanging van de soldij.   
Het was weinig bevredigend dat de dienstplichtige militairen niet meer ontvingen in geld dan de bovengenoemde kleine bedragen waaruit ook nog eens de poetsmiddelen bekostigd moesten worden. Acties van de Vereniging van Dienstplichtige Militairen (VVDM) om de wedde gelijkgesteld te krijgen met het minimumloon zijn niet gelukt. Aan het einde van de opkomstplicht was de wedde gelijkgesteld aan 70% van het loon van beroepsmilitairen.

## Gewetensbezwaarden
Ook erkende (gewetensbezwaarde) dienstweigeraars ontvingen tijdens hun vervangende dienst een bedrag gelijk aan de wedde. Dit werd echter zakgeld genoemd, omdat de term wedde te militair beladen zou zijn.